# Хатімантай (Івате)

39°55′35″ пн. ш. 141°5′43″ сх. д. / 39.92639° пн. ш. 141.09528° сх. д.
Хатіманта́й (яп. 八幡平市, はちまんたいし, МФА: [hat͡ɕimantai̯ ɕi̥]) — місто в Японії, в префектурі Івате.

## Короткі відомості
Розташоване в північно-західній частині префектури, у підніжжя вулканічної гряди Хатімантай, на межі префектур Івате й Акіта. Виникло на основі сільських поселень раннього нового часу. Засноване 1 вересня 2005 року шляхом об'єднання містечка Нісіне з селами Мацуо й Асіро. Основою економіки є сільське господарство, вирощування шпинату, туризм. В місті розташовані лижний курорт, гарячі джерела Фудзісіті, Мацукава, Ґодзайсьо та інші. Станом на 1 жовтня 2007 площа міста становила 862,25 км². Станом на 1 вересня 2008 населення міста становило 29 702 осіб.